# Rýtovité

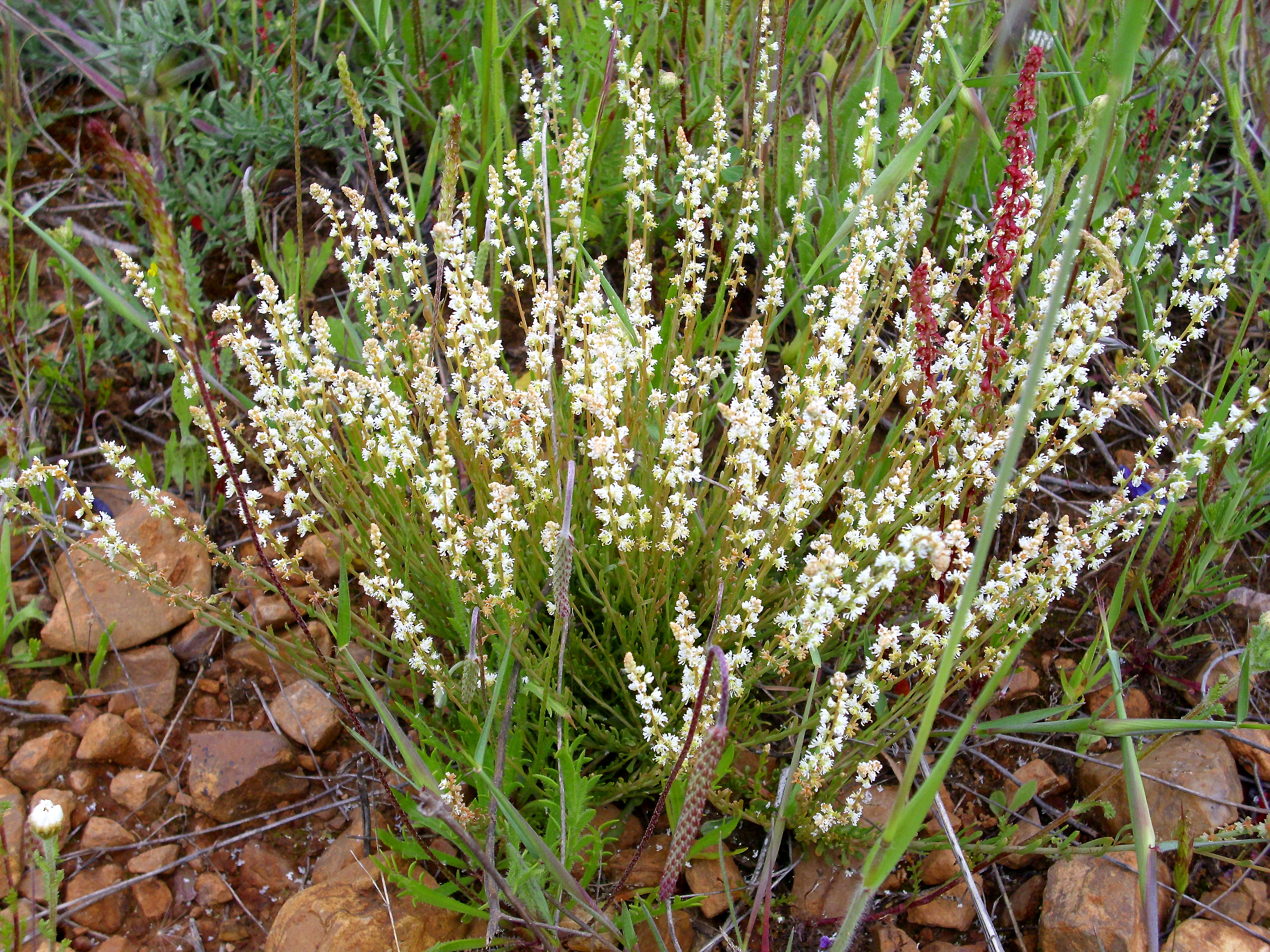
Sesamoides purpurascens v typickém prostředí

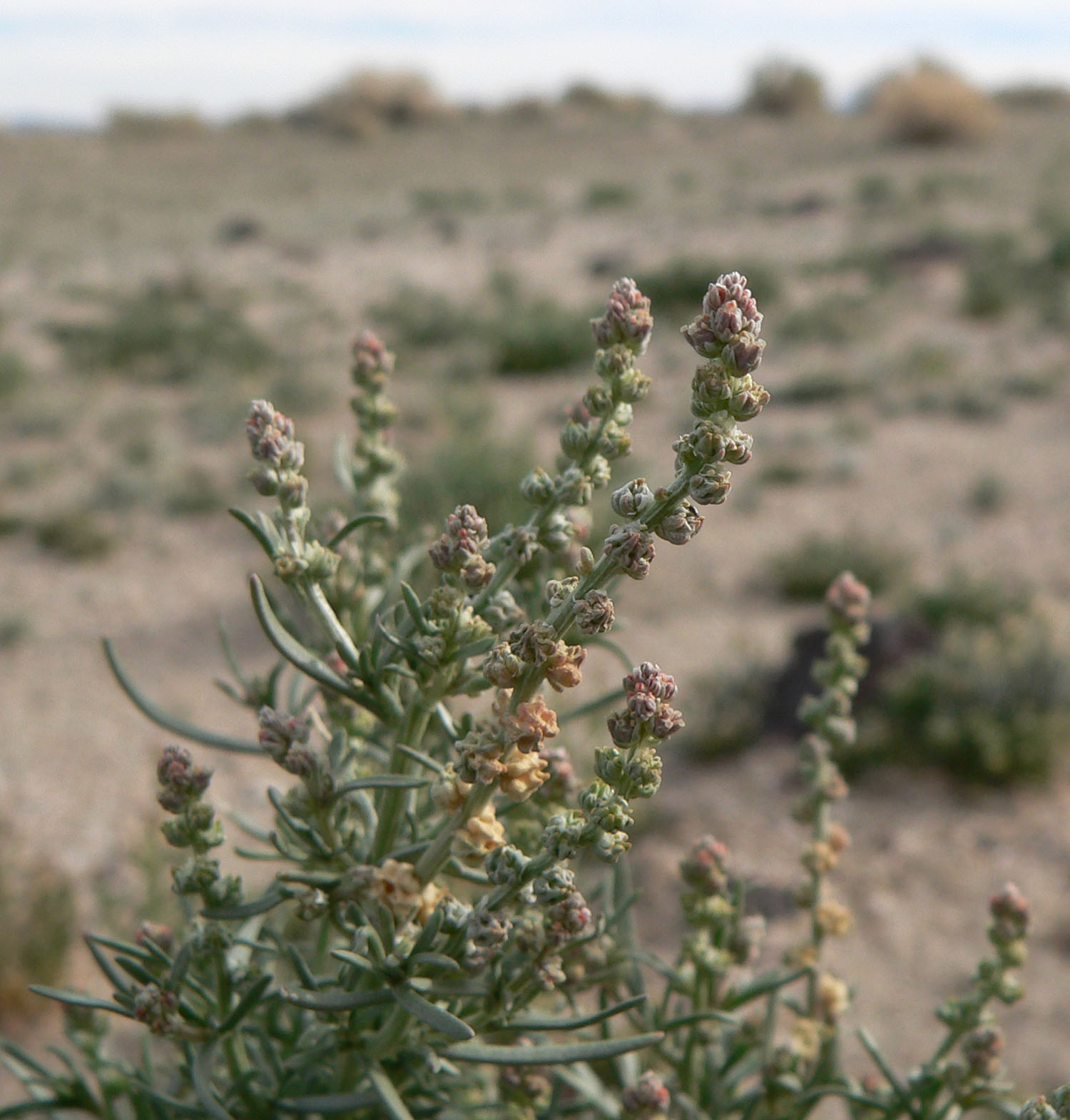
Kvetoucí Oligomeris linifolia

Rýtovité (Resedaceae) je čeleď mezofytních a xerofytních, bylinných nebo keřovitých rostlin z řád brukvotvarých.

## Rozšíření
Za místa vzniku jednotlivých rodů této poměrně nerozsáhlé čeledě jsou považovány oblasti okolo Středozemního moře a ve Střední Asii. Odkud byly rostliny zavlečeny téměř do celého mírném klimatického pásma Evropy, západní i východní Asie včetně Arabského poloostrova a indického subkontinentu, severní, jižní a východní Afriky, Severní Ameriky, Austrálie a na Nový Zéland. Mnohdy úspěšně roste i v oblastech se sušším subtropickým podnebím. Nejvíce druhů se vyskytuje ve Středozemí. Nejbohatší a nejrozšířenější rod rýt (Reseda) se v pěti druzích vyskytuje i v České republice.
Tyto rostliny vyhledávají teplá prosluněná stanoviště s propustnou neulehlou půdou, mnohdy i narušenou lidskou činností. Mohou to být jak ruderální stanoviště (např. rýt), tak i třeba zasolené půdy na okrajích kamenitých pouští nebo mořských pobřeží (např. Oligomeris).

## Popis
Rostliny z čeledě rýtovitých mohou být jednoleté, dvouleté nebo vytrvalé. Jsou to převážně byliny, vzácněji i polokeře nebo dokonce keře. Na lodyhách vyrůstají listy střídavé, jsou jednoduché nebo dělené, celokrajné až hluboce peřenoklané, s obvykle malými žláznatými palisty. Rýtovité rostliny většinou mají ještě přízemní listové růžice s nedělených řapíkatých listů, z který raší lodyhy s listy a květy.
Souměrné drobné květy vyrůstající v paždí listů jsou uspořádány do klasovitých nebo hroznovitých květenství. Jsou oboupohlavné, některé ale mívají nevyvinuté pestíky. V květech je 4 až 8 ( nejčastěji 6) volných kališních i korunních lístků nestejně velikých, každé jsou seřazeny v jednom přeslenu. Největší korunní jsou na koncích třásnité, tvoří pakorunku. Květy obsahují četné, výhradně plodné, nestejně dlouhé podplodní tyčinky, někdy až 50 kusů.
Apokarpní nebo cenokarpní gyneceum je tvořeno obvykle 3 až 6 plodolisty. Blizen bývá nejčastěji 6. kolpátní nebo kolporátní pylová zrna mají 3 apertury. Placentace je spodová nebo nástěnná. Plodem je pukavá tobolka vztyčená neb svěšená s otvorem na konci nebo bobule. Semena jsou většinou bez endospermu. Rostliny z čeledě rýtovitých obsahují v pletivech glykosidy, jejichž štěpením vzniká hořčičná silice.

## Využití
Ekonomický význam rostlin čeledě rýtovitých je v současnosti již nulový. Snad jen několik málo druhů se místně pěstuje pro potěchu smyslů (rýt vonný), pro domácí léčitele (rýt bílý) nebo pro barvíře (rýt barvířský). Naopak velmi obtížným plevelem se v Austrálii stal rýt žlutý, kde postrádá své přirozené biologické nepřátele.

## Taxonomie
Čeleď rýtovité, tvořená asi 75 druhy, prošla při svém zařazování dlouhou cestou, byla postupně v řádech Violales, Papaverales i Capparales, než podle kladistického taxonomického systému APG III, založeném na evoluční příbuznosti, byla včleněna do řádu brukvotvarých.
Také v počtu rodů dochází postupně ke změnám. Doposud se čeleď tradičně dělila do 6 rodů:
- rýt (Reseda) L.
- Caylusea A. St.-Hil.
- Sesamoides Ortega
- Ochradenus Delile
- Oligomeris Cambess.
- Randonia Coss.

Po fylogenetických zkoumáních se ale postupně vědci kloní k názoru, že rody  Ochradenus,  Oligomeris a  Randonia jsou totožné s rodem rýt.